# Out of Style
Out of Style ist das dritte Studioalbum der finnischen Rockband Sunrise Avenue. Es erschien im März 2011. Im November folgte als Doppel-CD Out of Style - Special Edition, die neben dem Album auf der zweiten CD neue Versionen einiger Songs enthält.

## Produktion und Songs
Das Album wurde in Helsinki, Stockholm, Paris, Tokio und Los Angeles aufgenommen. Es wechseln sich Klavierballaden (Somebody Help Me) mit Up-tempo-Songs (Hollywood Hills) ab. Letzterer wurde im Januar 2011 als erste Single ausgekoppelt; das Stück erreichte im deutschsprachigen Raum ähnlich hohe Chartplatzierungen wie ihr bis dahin erfolgreichster Titel Fairytale Gone Bad aus dem Jahr 2006. Im August 2011 wurde als zweite Single I Don't Dance veröffentlicht.

## Titelliste
1. Hollywood Hills – 3:30
2. Damn Silence – 4:06
3. Somebody Help Me – 4:22
4. I Don’t Dance – 3:24
5. I Gotta Go – 3:10
6. Stormy End – 4:04
7. Kiss Goodbye – 4:25
8. Sex & Cigarettes – 3:15
9. The Right One – 4:21
10. Out of Tune – 3:41
11. Angels on a Rampage – 4:16
12. Sweet Symphony – 6:35

## Rezeption
laut.de bescheinigt Sunrise Avenue ein solides Album. Hollywood Hills tauge vorzüglich als Paradebeispiel für einen Großteil der Platte. Die „gleichermaßen in Pop und Rock beheimatete Hymne über verlorene Träume in der Endstation Sehnsucht“ biete Tempo und druckvolle E-Gitarren. Insgesamt sei Out of Style ein ohrenfreundlich gestalteter Longplayer, der Fans harter Klänge aber zwiespältig zurückließe.
shitesite.de bewertet das erste Drittel des Albums schlecht, findet aber, das „vergleichsweise erwachsene“ Kiss Goodbye habe „ein paar feine Details zu bieten“. The Right One lenke das typische Pathos von Sunrise Avenue in die richtigen Bahnen, und Out of Tune wolle zwar ein wenig zu „zwanghaft modern“ sein, werde aber durchaus zackig.

## Chartplatzierungen

### Album
| ChartsChartplatzierungen | Höchstplatzierung | Wochen |
| ------------------------ | ----------------- | ------ |
| Deutschland (GfK)        | 6 (54 Wo.)        | 54     |
| Österreich (Ö3)          | 6 (29 Wo.)        | 29     |
| Schweiz (IFPI)           | 8 (38 Wo.)        | 38     |
| Finnland (IFPI)          | 2 (22 Wo.)        | 22     |

### Singles
| Jahr | Titel            | Höchstplatzierung, Gesamtwochen, AuszeichnungChartplatzierungen (Jahr, Titel, , Platzierungen, Wochen, Auszeichnungen, Anmerkungen) | Höchstplatzierung, Gesamtwochen, AuszeichnungChartplatzierungen (Jahr, Titel, , Platzierungen, Wochen, Auszeichnungen, Anmerkungen) | Höchstplatzierung, Gesamtwochen, AuszeichnungChartplatzierungen (Jahr, Titel, , Platzierungen, Wochen, Auszeichnungen, Anmerkungen) | Höchstplatzierung, Gesamtwochen, AuszeichnungChartplatzierungen (Jahr, Titel, , Platzierungen, Wochen, Auszeichnungen, Anmerkungen) | Anmerkungen                                               |
| Jahr | Titel            | DE | AT | CH | FI | Anmerkungen                                               |
| ---- | ---------------- | --- | --- | --- | --- | --------------------------------------------------------- |
| 2011 | Hollywood Hills  | DE3 (56 Wo.)DE | AT3 (36 Wo.)AT | CH3 (51 Wo.)CH | FI2 (10 Wo.)FI | Erstveröffentlichung: 17. Januar 2011 Verkäufe: + 590.000 |
| 2011 | I Don’t Dance    | DE33 (16 Wo.)DE | AT23 (12 Wo.)AT | — | — | Erstveröffentlichung: 13. Juni 2011                       |
| 2011 | Somebody Help Me | — | AT49 (13 Wo.)AT | — | — | Erstveröffentlichung: 31. Oktober 2011                    |